# Повало-Швейковский, Христофор Христофорович
Христофо́р Христофо́рович Повало-Швейко́вский (1789 — 1848) — государственный деятель, Тобольский и Олонецкий гражданский губернатор, действительный статский советник.

## Биография
Сын смоленского (1803—1804) и херсонского (1807—1808) вице-губернатора Христофора Семёновича Повало-Швейковского.
В 1797 году был определён в Московский кадетский корпус. С 1805 года — гардемарин.

### Морская служба
Участвовал в морских походах 1805—1809 гг. из Кронштадта в Копенгаген, Портсмут, Гибралтар, Корфу, Рагузу, на корабле «Селафаил» в Дарданеллы.
Участвовал в сражении 10 и 19 июня 1807 года против турецкого флота у Дарданельского пролива и у острова Лемноса.
За отличие в сражении против французов при взятии острова Карциоло был пожалован званием мичмана (1807 г.).
В 1810—1811 гг. Повало-Швыйковский участвовал в походах на канонерских лодках из Архангельска в Балтийское море.
С 1811 года — дежурный офицер при морском министре. С 1812 года — лейтенант.
В 1816—1817 годах участвовал в походе фрегата «Меркурий» из Кронштадта до Копенгагена, Дувра, Вульвича.
В 1820—1821 гг. командовал шхуной «Опыт», с морским министром прошёл от Санкт-Петербурга до Ревеля.
С 1821 года — капитан-лейтенант.

### Гражданская служба
В 1822 году уволен от военной службы, поступил на гражданскую в Министерство финансов, чин — надворный советник, председатель комиссии по розыску капиталов именитого гражданина Злобина.
В 1822 году назначен астраханским вице-губернатором.
С 1824 года — в ведомстве финансов, в 1825 году исполнял секретное поручение министерства финансов, в 1835 году исполнял особое задание в Западной Сибири.
В 1836 году назначен тобольским губернатором.
В 1837—1838 годах — исполняющий должность председателя Совета Главного Управления Западной Сибири.
С 20 января 1840 года олонецкий губернатор, действительный статский советник.
Умер 16 июня 1848 года, похоронен в Крестовоздвиженском соборе в Петрозаводске

## Семья
Первая жена — Елизавета Петровна, урождённая Энгельгардт (1780—1833, Смоленск).
Вторая жена — Анастасия Александровна, урождённая Гернгросс (1815—1877).
От второго брака имел сына Александра, умершего в младенчестве (1837—1839, Санкт-Петербург).

## Награды
Был награждён Орденом Святого Владимира IV степени (1816) и III степени (1837), знаком за 20 лет беспорочной службы (1842), знаком отличия 25 лет беспорочной службы (1844). В 1844 году награждён орденом Святого Станислава 1 степени. В 1846 году награждён орденом Святой Анны 1 степени.
В 1840 году за «отлично-усердную и полезную службу» Повало-Швыйковский был пожалован «личным прибавочным содержанием по 4 тысячи рублей серебром в год, вместо получаемых 2000 рублей».